# Hilderaldo Luiz Bellini
Hilderaldo Luiz Bellini (Itapira, 7 de juny de 1930 - São Paulo, 20 de març de 2014) fou un futbolista brasiler, d'origen italià, que jugava de defensa.

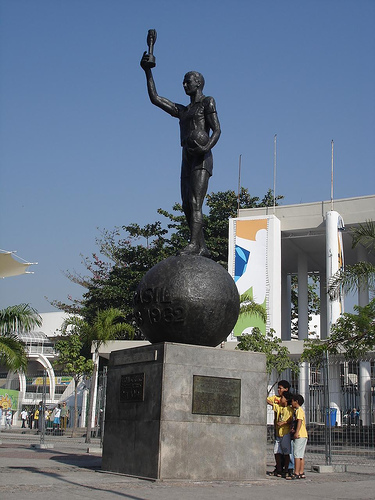
Estatua a Maracanã.

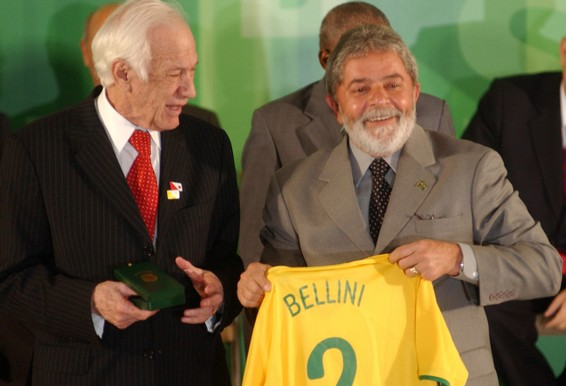
Bellini, amb Lula da Silva.

En la seva etapa de club destacà als equips Vasco da Gama, São Paulo FC i Atlético Paranaense. També destacà a la selecció brasilera, amb la qual disputà tres Mundials (Suècia 58, Xile 62 i Anglaterra 66). A Suècia 58 fou el capità de la selecció, i per tant, el primer brasiler a aixecar una copa de campió del món.
Bellini té una estàtua a una de les entrades de l'estadi de Maracanã, a Rio de Janeiro.

## Palmarès
Vasco da Gama
- Campionat carioca: 1952, 1956, 1958
- Torneig Quadrangular de Rio: 1953
- Torneig Octogonal de Xile: 1953
- Torneig Rivadavia Corrêa Meyer de Rio de Janeiro: 1953
- Torneig de Santiago de Xile: 1957
- Torneig de París: 1957
- Trofeu Teresa Herrera: 1957
- Torneig Rio-São Paulo: 1958

Selecció de futbol del Brasil
- Copa del Món de Futbol: 1958, 1962
- Copa Roca: 1957, 1960
- Copa Oswaldo Cruz: 1958, 1961, 1962
- Copa O'Higgins: 1959
- Copa Atlântica: 1960